# Clorofluorocarboni hidrogenat
Els clorofluoorcarbonis hidrogenats (HCFCs) són compostos químics formats per àtoms de clor, fluor, hidrogen i carboni. Encara que destrueixen la capa d'ozó, han estat introduïts temporalment com a substituts dels clorofluorocarbonis (CFCs). En aquests compostos i en el CFCs el carboni és tetrahèdric.

## Tipus
- HCFC-22 (clorodifluorometà)

El CHClF2 és un gas incolor inodor i no inflamable en condicions normals. Té un potencial de bioacumulació pràcticament nul. Es fa servir com intermediari químic, en la refrigeració i en equips d'aire condicionat
- HCFC-123 (2,2-dicloro -1,1,1- trifluoroetà).

El CHCI2CF3 és un líquid no inflamable, volàtil i incolor que substitueix els clorofluorocarburs (CFC), amb propietats ambientals més favorables que aquests. Té un baix potencial de bioacumulació.
- HCFC- 124 (1-cloro-1,2,2,2- tetrafluoroetà).

El CHCIF-CF3 és un gas no inflamable i incolor a temperatura ambient.
- HCFC-141b (1,1-dicloro-1-fluoroetà).

El CCI2F-CH3 es presenta com un líquid inflamable, volàtil, incolor i poc soluble en aigua. El seu coeficient de partició Octanol/aigua és de 2.3 cosa que indica un baix potencial de bioacumulació.
Té un risc baix per l'ecosistema marí.
- HCFC-142b (1-cloro-1,1difluoroetà) té propietats similars a l'anterior.

## Efectes dobre la salut i el medi ambient
Els efectes produïts per inhalació dels HCFCs acostumen a ser confusió mental i somnolència, però en elevades concentracions es pot arribar a la pèrdua del coneixement i asfíxia. El contacte amb el líquid provoca congelació de la pell i enrogiment i dolor als ulls.